# Танагрець рубінововолий
Тана́грець рубінововолий (Nemosia rourei) — вид горобцеподібних птахів родини саякових (Thraupidae). Ендемік Бразилії.

## Опис
Довжина птаха становить 12,5-14 см, довжина крила 8,5 см, довжина хвоста 6,2 см, вага 22 г. Верхня частина тіла попелясто-сіра, спина дещо темніша. крила і хвіст чорні, першорядні і другорядні покривні пера крил мають синюватий, відтнок, третьорядні покривні пера крил і плечі поцятковані сірими плямками. Від лоба через очі і скроні до потилиці іде чорна "маска", зверху вона окаймлена вузькою білою смугою. На горлі і в центрі верхньої частини груде є червона пляма, яка контрастує з білими грудьми і животом. Нижні покривні пера хвоста довгі, чорні з білими кінчиками. Очі темно-жовті, дзьоб темний, лапи тьмяно-рожеві.

## Поширення і екологія
Рубінововолі танагреці наразі відомі лише з трьох місцевостей в штаті Еспіриту-Санту на південному сході Бразилії, хоча раніше вони зустрічалися також в штатах Мінас-Жерайс і Ріо-де-Жанейро. Вони живуть в кронах вологих гірських атлантичних лісів, на висоті від 900 до 1100 м над рівнем моря. Зустрічаються поодинці або зграйками до 10 птахів, іноді приєднуються до змішаних зграй птахів. Живляться комахами та іншими дрібними безхребетними, а також плодами.

## Статус і повторне відкриття
Протягом 128 років рубінововолий танагрець був відомий лише за голотипом, спійманим Жаном де Руром в Муріае або Макае в штаті Мінас-Жерайс. Зразок був відправлений до Музею природознавства в Берліні, де Жан Луї Кабаніс описав новий вид і назвав його на честь відкривача.
У 1941 році рубінововолий танагрець був повторно відкритий Хельмутом Сіком, який спостерігав 8 екземплярів цього виду. Пісця цього вид знову не спостерігався протягом десятиліть, поки у 1995 році рубіновогорлого танагреця не знайшов орнітолог Дерек Скотт. Однак, Скотт не був впевнений, чи дійсно він відкрив цей вид. Нарешті, 22 лютого 1998 році шість бразильських орнітологів повторно відкрили 10 рубіновогорлих танагреців в районі Фазенда-Піндобас IV в Еспіріту-Санту, сфотографували їх і записали їх голос. Протягом наступних років рубіновогорлі танагреці спостерігалися неодноразово.
МСОП класифікує цей вид як такий, що перебуває на межі зникнення. За оцінками дослідників, популяція рубіновогорлих танагреців становить від 30 до 200 дорослих птахів. Їм загрожує знищення природного середовища.